# Interstate 759
Pour les articles homonymes, voir Route 759.
L'Interstate 759 (I-759) est une autoroute d'Alabama. Il s'agit d'une autoroute collectrice de l'I-59 qui parcourt 4,54 miles (7,31 km) entre les villes d'Attalla et de Gadsden dans le comté d'Etowah. Elle débute à la jonction avec l'I-59 à Attalla et se termine à la jonction avec la US 411 dans la partie sud de Gadsden. La route continue au-delà du terminus est comme SR 759 jusqu'à la fin de celle-ci à la SR 291.

## Description du tracé

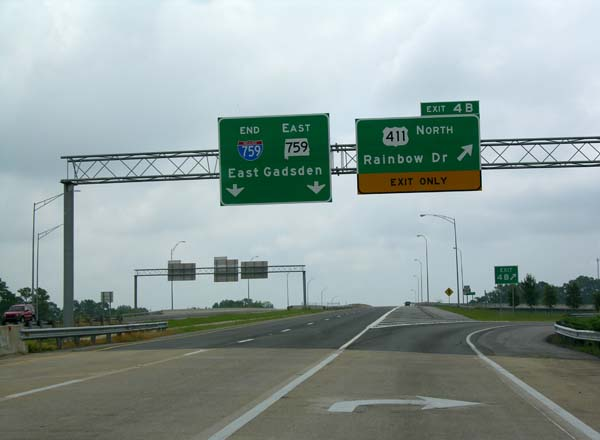
L'I-759 devient la SR 759 à la jonction avec la US 411.

L'I-759 commence à la sortie 182 de l'I-59 à Attalla. À partir de ce point, elle se dirige à l'est à travers une zone marécageuse avant d'atteindre sa première sortie. L'I-759 continue vers l'est et traverse la rivière Coosa avant d'atteindre la US 411. À l'échangeur avec cette route, la désignation de l'I-759 se termine, mais la route continue comme SR 759 pour moins d'un mile (1,6 km).

## Liste des sorties
| Interstate 759 |              |      |      |        |                                                |                                                                                               |
| Comté          | Municipalité | mi   | km   | Sortie | Intersections / Destinations                   | Notes                                                                                         |
| Etowah         | Attalla      | 0,00 | 0,00 | 0      | I-59 – Birmingham, Chattanooga                 | Terminus ouest; indiqué sortie 0A (sud) et 0B (nord) en direction ouest; sortie 182 de l'I-59 |
| Etowah         | Gadsden      | 2,67 | 4,30 | 2      | Black Creek Parkway                            |                                                                                               |
| Etowah         | Gadsden      | 4,54 | 7,31 | 4      | US 411 (Rainbow Drive) – Rainbow City, Gadsden | Indiqué sortie 4A (sud) et 4B (nord); terminus est de l'I-759; terminus ouest de la SR 759    |
| Etowah         | Gadsden      | 5,41 | 8,71 |        | SR 759 (en) est – Gadsden Est                  |                                                                                               |
|                |              |      |      |        |                                                |                                                                                               |